# Раху, Абдельмалек
Абдельмале́к Раху́ (араб. عبد المالك رحو‎; род. 17 марта 1986, Алжир) — алжирский боксёр, представитель средней и тяжёлой весовых категорий. Выступал за сборную Алжира по боксу в конце 2000-х — начале 2010-х годов, чемпион Африки, победитель и призёр турниров международного значения, участник летних Олимпийских игр в Лондоне.

## Биография
Абдельмалек Раху родился 17 марта 1986 года в городе Алжире.
В 2009 году стал серебряным призёром чемпионата Алжира по боксу в средней весовой категории и вошёл в состав алжирской национальной сборной. Выступил на арабском чемпионате в Каире и на Кубке химии в Галле, где дошёл до финала и получил награду серебряного достоинства.
Принимал участие в международном турнире «Золотые перчатки» 2010 года в Белграде, проиграв на стадии четвертьфиналов белорусу Виталию Бондаренко.
В 2011 году одержал победу на арабском чемпионате в Дохе и на чемпионате Африки в Камеруне. Начиная с этого времени регулярно боксировал в матчевых встречах Всемирной серии бокса, где представлял команды «Бангкокские слоны» и «Алжирские пустынные ястребы».
На африканской олимпийской квалификации в Касабланке сумел дойти до стадии полуфиналов, потерпев поражение от намибийца Муджанджае Касуто, и благодаря этому выступлению удостоился права защищать честь страны на летних Олимпийских играх 2012 года в Лондоне. В стартовом поединке Игр в категории до 75 кг благополучно прошёл австралийца Джесси Росса, но затем в 1/8 финала со счётом 13:21 проиграл японцу Рёте Мурате, который в итоге и стал победителем этого олимпийского турнира.
После лондонской Олимпиады Раху остался в составе боксёрской команды Алжира и продолжил принимать участие в крупнейших международных турнирах. Так, в 2013 году он выступил на Средиземноморских играх в Мерсине, взял бронзу на Кубке FXTM на Кипре, получил серебро на домашнем международном турнире в Сетифе, побывал на международном турнире «Хиральдо Кордова Кардин» на Кубе и на Мемориале Сиднея Джексона в Ташкенте, но попасть в число призёров на этих соревнованиях не смог.
На чемпионате Алжира 2016 года боксировал уже в тяжёлом весе и занял второе место.